# LIVE TOUR 2021 HOME
「LIVE TOUR 2021 HOME」（ライブ ツアー 2021 ホーム）は、日本のアイドルグループ・Kis-My-Ft2のライブDVD/Blu-ray。2021年12月15日にavex traxから発売された。

## 概要
2021年5月14日から5月16日にかけてメットライフドームで開催した無観客生配信ライブ（詳細は#ライブツアーを参照）から横尾渉の誕生日でもある最終日の5月16日公演の模様を収録。
DVD初回限定盤、DVD通常盤、Blu-ray盤の3形態で発売。
Blu-ray盤には5月14日公演と5月15日公演のみで披露された日替わり曲が特典映像として収録され、通常盤DVDには「Kis-My-Ft2 10th Anniversary Extra CD」として本公演のために作られたソロ曲と、デビュー前や舞台で披露されていたが今まで音源化されていなかったソロ曲を収録したCDが付属する。
発売日同日より、本公演のために作られたソロ曲7曲と「Luv Bias -another-」の計8曲が「10th Anniversary Extra -Special Edition-」としてLINE MUSICにて配信される。

## 収録内容

### 本編映像
- 通常盤DVDのみメンバー副音声を収録[4]。

DISC 1
1. HOME
2. ずっと 〜You are my Everything〜
3. キミとのキセキ
4. SHE! HER! HER!
5. Up&Down and Up&Down,Yo Dance!
6. Big Wave
7. 灰になる前に - 北山宏光
8. 僕を照らすモノ - 横尾渉
9. Buzz - 千賀健永
10. Nemophila - 宮田俊哉 feat.一ノ瀬トキヤ（ST☆RISH）
11. Original Color
12. Past & Future
13. テンション
14. Everybody Go
15. 小悪魔Lip
16. MC
17. Smile
18. 君を大好きだ
19. MC
20. ヨブコエ - 藤ヶ谷太輔
21. BRAVE TUNING - 二階堂高嗣
22. Share Love - 玉森裕太
23. Luv Bias
24. My Resistance -タシカナモノ-
25. NAKED
26. r.a.c.e.
27. Black & White
28. A.D.D.I.C.T.
29. Hurray! Hurray!

[ENCORE]
1. 感じるままに輝いて
2. キ・ス・ウ・マ・イ 〜KISS YOUR MIND〜
3. Thank youじゃん!
4. エンドロール（ずっと 〜You are my Everything〜）

### 特典映像

#### 初回盤DVD

##### DISC 2
1. ライブドキュメントムービー (リハーサル&ライブ3公演バックステージ)

##### DISC 3
1. デビュー10周年記念ソロ曲コーナー (#5月14日 #5月15日)
  1. 灰になる前に - 北山宏光
  2. Buzz - 千賀健永
  3. Nemophila - 宮田俊哉 feat.一ノ瀬トキヤ（ST☆RISH）
  4. 僕を照らすモノ - 横尾渉
  5. ヨブコエ - 藤ヶ谷太輔
  6. Share Love - 玉森裕太
  7. BRAVE TUNING - 二階堂高嗣
2. ファンクラブ限定配信アフターパーティー映像 (#5月14日 #5月15日 #5月16日)
5月16日公演のアフターパーティー内で披露された「君にあえるから」も収録。

#### Blu-ray盤
DISC 2
1. マルチアングル映像
  1. ずっと 〜You are my Everything〜
  2. Up&Down and Up&Down,Yo Dance!
  3. Luv Bias
  4. A.D.D.I.C.T.
  5. 感じるままに輝いて
2. 日替わりパフォーマンス曲
  1. Welcome
  2. メドレー
    1. 光のシグナル
    2. AAO

  3. タナゴコロ
  4. Luv Bias -another-
  5. メドレー
    1. We never give up!
    2. S.O.S (Smile On Smile)

### 特典CD「Kis-My-Ft2 10th Anniversary Extra CD」
※通常盤DVDのみ
1. 灰になる前に［3:29］- 北山宏光
作詞：(sic)boy、作曲：(sic)boy・KM、編曲：KM
作詞はラッパーの(sic)boy、作曲は音楽プロデューサーのKMが担当[7]。
avex公式サイトでは「崩れ落ちていく世界で行き場を失った人々。こんな世界に日に日に、ストレス・苛立ちが募るばかり。それでも、歩むことをやめず生まれ変わるために光を探し求めた希望に満ちた1曲」と紹介されている。MVは北山自身が監督・監修、初のカメラマンにも挑戦している。
2. Buzz［4:31］ - 千賀健永
作詞・作曲：千賀健永、編曲：Steam
  - 千賀トータルプロデュース楽曲

内容は「日の目を浴びることなく地味な生活を送ってきた陰キャ青年が、突如現れたカリスマクリエイターに感化されビックになりたいという夢を抱き数々の試練に挑戦するサクセスストーリー」となっている。MVには「ヘラヘラ三銃士」「パパラピーズ」「みきおだ」の3組のYouTuberが出演する他、Mattがスペシャルゲストとして出演している[8]。
3. Nemophila［3:35］ - 宮田俊哉 feat.一ノ瀬トキヤ（ST☆RISH）
作詞：宮田俊哉・一ノ瀬トキヤ、作曲：上松範康（Elements Garden）、編曲：菊田大介（Elements Garden）
「うたの☆プリンスさまっ♪」のアイドルグループ「ST☆RISH」のメンバー「一ノ瀬トキヤ」（CV:宮野真守）とのコラボレーション楽曲。作詞は2人が、作曲は上松範康（Elements Garden）が担当している。
4. 僕を照らすモノ［3:41］ - 横尾渉
作詞：ケリー、作曲：Erik Lidbom・Carlos K.、編曲：Erik Lidbom・要田健
avex公式サイトでは「自身のバックグラウンドを綴った歌詞と軽快なサウンドがマッチした1曲」と紹介されている。MVでは画家の井上直久が絵画を提供[9]。また、コーラスには横尾の実兄が参加している[10]。
5. ヨブコエ［5:13］ - 藤ヶ谷太輔
作詞：藤ヶ谷太輔・竹内雄彦、作曲：竹内雄彦、編曲：千葉純治・竹内雄彦
自身が作詞を担当している[11]。
MVのテーマは「ヨブコエ写真展」で、「どんな時でも、前向きに生きる人たち。そんな、1人1人にフォーカスを当てて、前向きに生きる全ての人々を藤ヶ谷が讃えたメッセージ性のあるMV」と紹介されている。カメラマンはフォトグラファーの濱田英明が担当。
6. Share Love［2:29］ - 玉森裕太
作詞：栗原暁（Jazzin' park）、作曲：栗原暁（Jazzin' park）・前田佑、編曲：前田佑
avex公式サイトでは「背伸びせずに互いが素直で分かり合える関係。 何気ない1日でも、どんな時でもキミと2人で居たい。そんな理想のカタチを2人で育んでいく様子を描いたラブソング」と紹介されている。
MVのテーマは「世界のどこかに今日も存在しているであろう2分半」で、全編「真俯瞰+定点+ワンカット」で制作されている。監督は「パオパオチャンネル」の「ぶんけい」が担当。
7. BRAVE TUNING［2:23］ - 二階堂高嗣
作詞・作曲・編曲：かいりきベア
ボカロP「かいりきベア」による楽曲提供曲。
avex公式サイトでは「時に流されてしまいそうな事もあるが、情熱を絶やさず常に勇敢な意志を持つ。当たり前のようで、忘れがちな感情に立ち戻ることができるハードでコアな1曲」と紹介されている。
ボーカルは二階堂の声をボーカロイドにするという自身初の試みとなっている。MVは「かいりきべアが手がけるMVの世界観を踏襲し、実写でやってみた？！という切り口でデジタルとアナログがうまく融合した攻めのMV」となっている。
8. Fragrance［2:51］ - 千賀健永
作詞：Komei Kobayashi、作曲：Scott Russell Stoddart・Mark Angelico Thomson・Warren David Meyers、編曲：Scott Russell Stoddart・Mark Angelico Thomson・Warren David Meyers・栗原暁（Jazzin' park）
  - 2018年開催 舞台『DREAM BOYS』披露曲[12]
9. T song 1 〜CAN TRY〜［2:34］ - 玉森裕太
作詞・作曲：h-wonder、編曲：AKIRA
  - 自身初のソロ曲[12]
10. チカラ［3:53］ - 北山宏光
作詞：近藤ナツコ、作曲：Steven Lee・Joey Carbone、編曲：陶山隼
  - 自身初のソロ曲[12]
11. Champions［2:55］ - 宮田俊哉
作詞：宮田俊哉、作曲：Andreas Ohrn・Henrik Smith、編曲：前田佑
  - 2018年開催 舞台『DREAM BOYS』披露曲[12]
12. Breaking The Dawn［2:58］ - 藤ヶ谷太輔
作詞：AKIRA、作曲：Jenna Donnelly・Kiyohito Komatsu・Vlad Alexandru・Opruta Adrian、編曲：久保田真悟（Jazzin' park）
  - 2016年開催 舞台『JOHNNYS' ALL STARS IsLAND』披露曲[13]
13. Dinga［2:49］ - 玉森裕太
作詞：JUN、作曲：Andreas Ohrn・Christffer Lauridsen・Simon Gribbe、編曲：前田佑
  - 2016年開催 舞台『JOHNNYS' ALL STARS IsLAND』披露曲[13]

## 収録作品
| 楽曲タイトル         | 収録                 | 収録                                                                                 |
| -------------------- | -------------------- | ------------------------------------------------------------------------------------ |
| 灰になる前に         | ミュージック・ビデオ | 『Fear/SO BLUE』〈初回盤A〉                                                          |
| 灰になる前に         | ライブ映像           | 『LIVE TOUR 2021 HOME』                                                              |
| 灰になる前に         | CD                   | 『Kis-My-Ft2 10th Anniversary Extra CD』 （『LIVE TOUR 2021 HOME』〈通常盤〉特典CD） |
| Buzz                 | ミュージック・ビデオ | 『Fear/SO BLUE』〈初回盤A〉                                                          |
| Buzz                 | ライブ映像           | 『LIVE TOUR 2021 HOME』                                                              |
| Buzz                 | CD                   | 『Kis-My-Ft2 10th Anniversary Extra CD』 （『LIVE TOUR 2021 HOME』〈通常盤〉特典CD） |
| Nemophila            | ミュージック・ビデオ | 『Fear/SO BLUE』〈初回盤A〉                                                          |
| Nemophila            | ライブ映像           | 『LIVE TOUR 2021 HOME』                                                              |
| Nemophila            | CD                   | 『Kis-My-Ft2 10th Anniversary Extra CD』 （『LIVE TOUR 2021 HOME』〈通常盤〉特典CD） |
| 僕を照らすモノ       | ミュージック・ビデオ | 『Fear/SO BLUE』〈初回盤A〉                                                          |
| 僕を照らすモノ       | ライブ映像           | 『LIVE TOUR 2021 HOME』                                                              |
| 僕を照らすモノ       | CD                   | 『Kis-My-Ft2 10th Anniversary Extra CD』 （『LIVE TOUR 2021 HOME』〈通常盤〉特典CD） |
| ヨブコエ             | ミュージック・ビデオ | 『Fear/SO BLUE』〈初回盤A〉                                                          |
| ヨブコエ             | ライブ映像           | 『LIVE TOUR 2021 HOME』                                                              |
| ヨブコエ             | CD                   | 『Kis-My-Ft2 10th Anniversary Extra CD』 （『LIVE TOUR 2021 HOME』〈通常盤〉特典CD） |
| Share Love           | ミュージック・ビデオ | 『Fear/SO BLUE』〈初回盤A〉                                                          |
| Share Love           | ライブ映像           | 『LIVE TOUR 2021 HOME』                                                              |
| Share Love           | CD                   | 『Kis-My-Ft2 10th Anniversary Extra CD』 （『LIVE TOUR 2021 HOME』〈通常盤〉特典CD） |
| BRAVE TUNING         | ミュージック・ビデオ | 『Fear/SO BLUE』〈初回盤A〉                                                          |
| BRAVE TUNING         | ライブ映像           | 『LIVE TOUR 2021 HOME』                                                              |
| BRAVE TUNING         | CD                   | 『Kis-My-Ft2 10th Anniversary Extra CD』 （『LIVE TOUR 2021 HOME』〈通常盤〉特典CD） |
| Fragrance            | CD                   | 『Kis-My-Ft2 10th Anniversary Extra CD』 （『LIVE TOUR 2021 HOME』〈通常盤〉特典CD） |
| T song 1 〜CAN TRY〜 | ライブ映像           | 『Kis-My-Ftに逢えるde Show vol.3 at 国立代々木第一体育館 2011.2.12』                 |
| T song 1 〜CAN TRY〜 | ライブ映像           | 『Kis-My-Ft2 Debut Tour 2011 Everybody Go at 横浜アリーナ 2011.7.31』                |
| T song 1 〜CAN TRY〜 | CD                   | 『Kis-My-Ft2 10th Anniversary Extra CD』 （『LIVE TOUR 2021 HOME』〈通常盤〉特典CD） |
| チカラ               | CD                   | 『Kis-My-Ft2 10th Anniversary Extra CD』 （『LIVE TOUR 2021 HOME』〈通常盤〉特典CD） |
| Champions            | CD                   | 『Kis-My-Ft2 10th Anniversary Extra CD』 （『LIVE TOUR 2021 HOME』〈通常盤〉特典CD） |
| Breaking The Dawn    | CD                   | 『Kis-My-Ft2 10th Anniversary Extra CD』 （『LIVE TOUR 2021 HOME』〈通常盤〉特典CD） |
| Dinga                | CD                   | 『Kis-My-Ft2 10th Anniversary Extra CD』 （『LIVE TOUR 2021 HOME』〈通常盤〉特典CD） |

## ライブツアー
「Kis-My-Ft2 LIVE TOUR 2021 HOME」は、日本のアイドルグループ・Kis-My-Ft2が2021年5月14日から5月16日に開催した生配信ライブ。

### 概要
自身としては、前年開催の「Kis-My-Ft2 LIVE TOUR 2020 To-y2」に続く2度目の無観客生配信ライブ。公演前は会場は非公開となっており、見逃し配信はされなかった。
4月11日より「Johnny's Goods Shop MERCH MARKET」にてグッズの販売が開始された。4月20日よりチケットの販売が開始された。
ライブに先駆けて、4月20日から25日に「小悪魔Lip」のダンス動画を募集。4月16日にメンバーによる合いの手レクチャー動画と応募詳細が公開された。
5月7日、本公演に向けて制作されたソロ楽曲7曲のMV（YouTube用に短く編集されたバージョン）がavex公式YouTubeチャンネルにて1曲ずつプレミア公開された。各楽曲のフルサイズMVは、公演終了後の5月17日～31日までファンクラブ会員限定視聴チケット購入者を対象に配信され、後に28thシングル「Fear/SO BLUE」の初回盤A特典DVDに収録された。また同シングルの初回盤B特典DVDにはそれぞれのメイキングドキュメントが収録されている。
5月8日には、オンラインライブを盛り上げる生特番『【Kis-My-Ft2 LIVE TOUR 2021 HOME】を10倍楽しむ特番』が、冠配信番組『キスマイどきどきーん!』の生特番『今夜決定！キスどきMVPは誰だ！？生投票スペシャル』との2本立てで19時よりdTVで生配信された。

### 日程・会場
| タイトル                       | # | 年     | 公演日   | 公演時間 | 会場               | 備考                                                                                  |
| ------------------------------ | - | ------ | -------- | -------- | ------------------ | ------------------------------------------------------------------------------------- |
| Kis-My-Ft2 LIVE TOUR 2021 HOME | 1 | 2021年 | 05月14日 | 18:00    | メットライフドーム | 有料映像配信サービス『Johnny's net オンライン』にて配信される無観客生配信コンサート。 |
| Kis-My-Ft2 LIVE TOUR 2021 HOME | 2 | 2021年 | 05月15日 | 18:00    | メットライフドーム | 有料映像配信サービス『Johnny's net オンライン』にて配信される無観客生配信コンサート。 |
| Kis-My-Ft2 LIVE TOUR 2021 HOME | 3 | 2021年 | 05月16日 | 18:00    | メットライフドーム | 有料映像配信サービス『Johnny's net オンライン』にて配信される無観客生配信コンサート。 |